# Francisco Lozano
Francisco Lozano Borgoni (19 de maio de 1932 — 11 de novembro de 2008) foi um ciclista olímpico mexicano. Representou sua nação em duas edições dos Jogos Olímpicos: Helsinque 1952 e Melbourne 1956.